# Koordinator für die zwischengesellschaftliche Zusammenarbeit mit Russland, Zentralasien und den Ländern der Östlichen Partnerschaft
Der Koordinator für die zwischengesellschaftliche Zusammenarbeit mit Russland, Zentralasien und den Ländern der Östlichen Partnerschaft, bis 2014 unter der Bezeichnung Koordinator für die deutsch-russische zwischengesellschaftliche Zusammenarbeit, bzw.  kurz: Russlandkoordinator oder Russland-Beauftragter  war im Auftrag der Bundesregierung dafür zuständig, gemeinsame Initiativen mit der Russischen Föderation im Sinne der zwischengesellschaftlichen Zusammenarbeit voranzutreiben, ebenso für die zwischengesellschaftliche Zusammenarbeit mit „Zentralasien und den Ländern der Östlichen Partnerschaft“, d. h. zusammen zwölf Staaten. Das Amt wurde 2003 von der rot-grünen Bundesregierung geschaffen, wurde vom Bundeskanzler und Außenminister besetzt und war im Auswärtigen Amt angesiedelt. Nach dem russischen Überfall auf die Ukraine 2022 wurde das Amt nicht nachbesetzt.

## Amtsinhaber
- Gernot Erler (2003 bis 2006)
- Andreas Schockenhoff (2006 bis Januar 2014)
- Gernot Erler (Januar 2014 bis April 2018)
- Dirk Wiese (April 2018 bis August 2020)
- Johann Saathoff (August 2020 bis Dezember 2021)